# Freiberger Jazztage
Die Freiberger Jazztage sind ein jährliches Jazzfestival in Freiberg in Sachsen. Sie werden seit 1972 veranstaltet und gehören damit zu den ältesten in Ostdeutschland.

## Geschichte
Seit den 1960er Jahren wurden Jazzkonzerte in Freiberg veranstaltet, meist organisiert durch die IG Jazz des Studentenclubs der Hochschule.
1972 wurde erstmals ein Festival mit mehreren Bands mit Unterstützung von Stimme der DDR organisiert, das dann im Radio gesendet wurde.
Seit 1975 wurden die Freiberger Jazztage regelmäßig fortgeführt.
1991 konnten sie nicht stattfinden, da der Jazzclub nicht mehr bestand und die äußeren Rahmenbedingungen sich verändert hatten.
Danach konnte das Festival mit Unterstützung der Stadt neu belebt werden, es gab nun auch Konzerte im Stadttheater.
2006 übernahm das Studentenwerk die Unterstützung für die IG Jazz, nachdem der Studentenclub aufgelöst worden war.
2020 und 2021 mussten die Jazztage wegen der Corona-Pandemie ausfallen.
Seit 2022 werden sie wieder jährlich durchgeführt.

## Bands und Musiker (Auswahl)
Bei den Freiberger Jazztagen spielten unter anderen
- 24.–25. November 1972, Freiberger Jazz Quintett,  Jazz Trio Praha mit Jiří Stivín (ČSSR), Dixieland All Stars Berlin, mit Rundfunkaufnahme
- 2.–5. April 1975 FEZ, Synopsis, SUM, Ulli Gumpert Big Band, Theo Schumann Combo
- 19.–20. März 1976 Freiberger Jazz Quintett, Trio Ernst-Ludwig Petrowsky/Klaus Koch/Günter Sommer, mit Rundfunkaufnahme und LP
- 1.–31. März 1977
- 3.–5. März 1978 Peter Brötzmann Trio (BRD), Osiris, Ossian (Polen), Schönfeld Trio, Berliner Improvisationsquartett, Conny Bauer, Freiberger Jazz Quintett
- 17.–18. März 1979 Ernst-Ludwig Petrowsky Sextett, Peter Gröning/Uwe Kropinski Duo, Friedhelm Schönfeld/Walter Duo, Manfred Schulze/Hermann Keller Duo, Andreas Altenfelder Quintett

- 29.–30. März 1980 Uwe Kropinski, Conny-Bauer-Improvisationsband, Rudolf Dašek Trio (CZ), Hannes Zerbe Blechband, Fred Van Hove Quartett (BEL)
- 20.–22. März 1981 Hermann Keller, Tony Oxley Trio (GB),  Friedhelm Schönfeld Trio, Berliner Improvisationstrio, Wolfgang Fiedler/Charlie Eitner/Volker Schlott Trio, Evidence, Humus
- 19.–21. März 1982 Edwin Sadowski Trio, Doppelmoppel (Johannes Bauer/Conny Bauer/Uwe Kropinski/Joe Sachse), Ernst-Ludwig Petrowsky Sextett, Friedhelm Schönfeld Trio,  Peters/Eitner/Hartman/Clistir, Ebbe & Flut, Roberts Jazz Gesellschaft
- 18.–20. März 1983 Joe Sachse/Manfred Hering Duo, Gruppe Exkurs, Lilo Jazz, M. Fuchs Band, Bajazzo, Quo Vadis, Ekalyptus
- 30. März–1. April 1984 Joe Sachse Quartett, Kent Carter string Trio (USA/PG/F), und Uwe Kropinski Duo, Berliner Jazz-Quartett, Kasseturm-Jazzband
- 29.–31. März 1985 Ernst-Ludwig Petrowsky, Uschi Brüning, Hannes Zerbe Quintett, R. Walter Jazz Projekte, Ulrich Gumpert, Dietmar Diesner Quartett, Blamu Jatz Orchestrion
- 21.–23. März 1986 Freedolin, Charlie Eitner und Gruppe Splash mit Volker Schlott,  Conny Bauer/Jay Oliver/Edward Vesala Trio (DDR/USA/FIN), Axel Donner/Thomas Klemm Duo, Ulrich Gumpert, Axel Donner Quartett + Joachim „Hermann“ Hesse, Bourbon Jazz Band
- 20.–22. März 1987 Dietmar Diesner und Georg K. Band, Simone Weißenfels/Gundolf Nandico/Steffen Hübner Trio, Manfred Schulze Bläserquintett, Barre Phillips/Günter Sommer Duo (USA/DDR), Robert Linke, Manfred Hering Trio
- 18.–20. März 1988 Mr. Adapoe und Dusty Hats, Steffen Hübner Quartett, Tadashi Endo/Ulrich Gumpert (Japan/DDR), New Kixx (DDR/BRD/USA/CH), Pamela Schreiner (USA), Dixieland Hotspurs
- 17.–19. März 1989 Dinges Swingorchester, Sidelights of Swing, Swing Consortium, Kampata, Hannes Zerbe Blechband, Fun Horns, Pamela Schreiner (USA), Sax Jazz, Donna Lee, Roberts Jazz Gesellschaft
- 16. bis 18. März 1990 Visniauskas Trio (LIT), Hermann Keller Quartett, 16 Draht (CH/D), European Jazz Quintett (D/NL/GB)
- 1992/2019 Klaus Doldinger, Joachim Kühn Trio, Chris Rea